# سرية سالم بن عمير
سرية سالم بن عمير هي أحد سرايا رسول الله , إلى أبو عفك اليهودي في شوال على رأس عشرين شهرا من مهاجر رسول الله  , في السنة الثانية للهجرة , وكان أبو عفك من بني عمرو بن عوف شيخا كبيرا قد بلغ عشرين ومائة سنة وكان يهوديا , وكان يحرض على رسول الله  ويقول الشعر في ذمه, ومما قاله حين حين قتل رسول الله  الحارث بن سويد بن الصامت:
فقال سالم بن عمير وهو أحد البكائين وممن شهد بدر علي نذر أن أقتل أبا عفك أو أموت دونه فأمهل يطلب له غرة حتى كانت ليلة صائفة فنام أبو عفك بالفناء وسمع به سالم بن عمير فأقبل فوضع السيف على كبده ثم اعتمد عليه حتى خش في الفراش وصاح عدو الله فثاب إليه ناس ممن هو على قوله فأدخلوه منزله وقبروه.